# Dalos Ferenc
Dalos Ferenc (eredeti néven: Domsa Ferenc, Szombathely, 1913. július 14. – Esztergom, 1988. január) magyar katona.

## Érdemei
Huszadikként részesült a Magyar Arany Vitézségi Éremben.
Részt vett az erdélyi és délvidéki bevonulásban, majd mint az I. honvéd felderítő zászlóalj tagjaként került ki az orosz frontra. Százada 1942 augusztus 7-8-án heves és mozgalmas küzdelmet vívott Uryw és Szeljavnoje közötti erdős mocsaras terepen. A küzdelem egyes osztagok részletharcává vált. Szakaszparancsnokát két géppisztolyos orosz támadta, akiket Dalos lelőtt. Mint golyószórós csatár önként vállalta, hogy fedezi szakasza mozgását. Amikor fészkét támadták golyószóróval és kézigránáttal visszaverte a támadást. Új állást foglalt. Gyalogos és harckocsi támadás bontakozott ki, intenzív tüzeléssel megállította azt. Századának sikerült visszavonulnia, de ő már nem tudott mert az ellenség hátába került. Elrejtőzött a terepen, majd a sötétedés beállta után golyószórójával elindult százada felé. Közben sebesült bajtársra akadt, akit elsősegélyben részesített, és akivel még egy napi rejtőzés után sikerült visszatérnie századához.

A háború végén amerikai fogságba kerül, hazatérése után igazolták, majd géplakatosként dolgozott.

## Névváltozás
Felettesei – tévesen – szláv hangzású neve miatt megkérték, hogy magyarítson. Nem tudták, hogy a Domsa igen régi magyar név.

## A háború után
A szovjet megszállás idején szerény, visszahúzódó életet élt. Családját féltette attól, hogy megtorlásnak teszi ki katonai érdemei felszínre kerülése esetén. Míg élt, kitüntetéseit dugdosta, halála után pedig elvesztek.

## Nyughelye
Az Esztergom-szentgyörgymezei temetőben nyugszik (I. parcella 10. sor VII. sír). A Nemzeti Emlékhely és Kegyeleti Bizottság Komárom-Esztergom megyében a Nemzeti Sírkert részévé nyilvánította, mint kiemelkedő személy sírját. A védettség közzététele a Magyar Közlönyben és a Hivatalos Értesítőben történt (HÉ 2009/9).